# Highbridge (Somerset)
Highbridge ist eine ehemalige Marktstadt mit etwa 6000 Einwohnern im Südwesten Englands. Sie bildet seit dem 1. April 1974 mit Burnham-on-Sea gemeinsam eine Gemeinde (Civil Parish) in der Grafschaft Somerset.

## Geographie
Die Gemeinde liegt an der Mündung des River Parrett in den Bristolkanal, der hier am Südende der Severnmündung ein eigenes kleines Ästuar bildet. Sie befindet sich etwa 10 km nördlich von Bridgwater, etwa 40 km südöstlich des auf der anderen Kanalseite gelegenen Cardiff und etwa 45 km südwestlich von Bristol.

## Wirtschaft und Verkehr
Bis 1974 sendete von Highbridge Portishead Radio, eine der ehemals wichtigsten Küstenfunkstellen weltweit. 2017 plant die Firma Quintillion sein arktisches Glasfaserprojekt Arctic Fibre hier anlanden zu lassen.
Wenige Kilometer westlich befindet sich das Kernkraftwerk Hinkley Point mit zwei aktiven Reaktoren und den beiden einzigen britischen Neubauten, deren Betriebsgenehmigung an die China General Nuclear Power Group bis 2083 vereinbart wurde.
Der Bahnhof wurde 1844 eröffnet, bediente die Strecke nach Glastonbury zunächst mit einer Spurweite von 2140 mm und wurde bereits 1862 auf die Spurweite von 1435 mm umgespurt.
Im Osten der Gemeinde zweigt bei Brent Knoll die A38 von der M5 ab.

## Städtepartnerschaften
Fritzlar in Hessen,  Deutschland ist Partnerstadt der Gemeinde.

## Söhne und Töchter der Stadt
- Frank Foley (1884–1958), Nachrichtendienstler und Flüchtlingshelfer (Gerechter unter den Völkern)
- Edward J. Higgins (1864–1947), General der Heilsarmee